# Titus Clodius Eprius Marcellus
Titus Clodius Eprius Marcellus (* in Capua; † 79) war ein römischer Politiker.

## Leben
Eprius stammte aus einer unbedeutenden Familie aus Capua, war also ein Emporkömmling (homo novus). Er kam wohl unter Claudius in den Senat. Im Jahr 48 war er Prätor, danach hatte er ein Legionskommando inne. Von 53 bis 56 war er prätorischer Statthalter in Lykien. Nach seiner Amtszeit wurde er von der Provinz angeklagt, wurde jedoch freigesprochen. Etwa vom Jahr 56 an ist er als Augur bezeugt. Unter Nero war er Prokonsul von Zypern. Im Jahr 62 war er Suffektkonsul.
Eprius hatte ein großes rhetorisches Talent, das er unter anderem bei Anklagen anderer Senatoren vor dem Senat verwendete. Für die Anklage des Cossutianus Capito im Jahr 66 bekam er fünf Millionen Sesterzen. Nach Neros Tod wollten ihm nerofeindliche Kreise unter der Führung von Helvidius Priscus wegen seiner Nähe zu diesem anklagen. Sie scheiterten jedoch, weil er zu mächtig war und Vespasian hinter sich wusste. Ein dreijähriges Prokonsulat in der Provinz Asia war wohl ein Versuch, ihn aus der Schusslinie im Senat zu bringen. 74 war Eprius erneut (iterum) Suffektkonsul. Zudem war er Mitglied in drei Priesterkollegien.
Trotz seiner Nähe zu Vespasian soll er 79 an einer Verschwörung beteiligt gewesen sein. Nach der Anklage im Senat nahm er sich das Leben.